# Crétacé inférieur
Stratigraphie
Jurassique supérieur Crétacé supérieur
Jurassique
Le Crétacé inférieur est la période la plus ancienne du Crétacé. On considère généralement qu'il s'est étendu de 145 Ma à 100,5 Ma.

## Subdivisions
Le Crétacé inférieur est généralement divisé en six étages :
- Le Berriasien (de 143,1 ± 0,6 Ma à  137,05 ± 0,2 Ma)
- Le Valanginien (de  137,05 ± 0,2 Ma à  132,6 ± 0,6 Ma)
- Le Hauterivien (de  132,6 ± 0,6 Ma à  125,77 Ma)
- Le Barrémien (de  125,77 Ma à 121,4 ± 0,6 Ma)
- L'Aptien (de 121,4 ± 0,6 Ma à  113,2 ± 0,3 Ma)
- L'Albien (de  113,2 ± 0,3 Ma à  100,5 ± 0,1 Ma)

## Climat
Le climat lors du Crétacé inférieur était globalement chaud et humide avec très peu de glace à la surface de la Terre. Toutefois, des régimes humides et d'autres plus arides se sont succédé durant 45 Ma. Cette alternance provient de changements de la teneur en CO2 atmosphérique dus à des phases d'activités volcaniques importantes, augmentant l'effet de serre et des phases de développement de la végétation, diminuant l'effet de serre.

## Géographie
Les continents continuent à se séparer lors du Crétacé inférieur, ainsi, l'océan Atlantique s'ouvre en 140 Ma. L'Afrique et l'Amérique du Sud se séparent ainsi que l'Amérique du Nord et l'Asie. L’Inde et Madagascar se détachent de l'Afrique. L'Australie se détache également de l'Antarctique. 
Le Crétacé inférieur est une période de forte transgression marine, ce qui signifie une élévation du niveau de la mer par rapport aux niveaux actuels. Les mers épicontinentales se sont donc étendues à l'intérieur des terres, submergeant de vastes régions. De grandes mers intérieures se sont formées, telles que la Voie maritime intérieure de l'Ouest, qui séparait les continents de Laramidia et Appalachia (actuellement l'Amérique du Nord).

## Flore
Le Crétacé inférieur est la première période où la présence des angiospermes est avérée mais ceux-ci n'occupent pas encore une place prépondérante sur Terre et se limitent à quelques types d'environnement. Ce taxon se diversifie fortement et la différenciation entre monocotylédones et eudicotylédones s'opère. L'étude des pollens et de la forme des étamines au Crétacé inférieur montre que l'entomogamie était déjà répandue.

## Faune

### Dinosaures

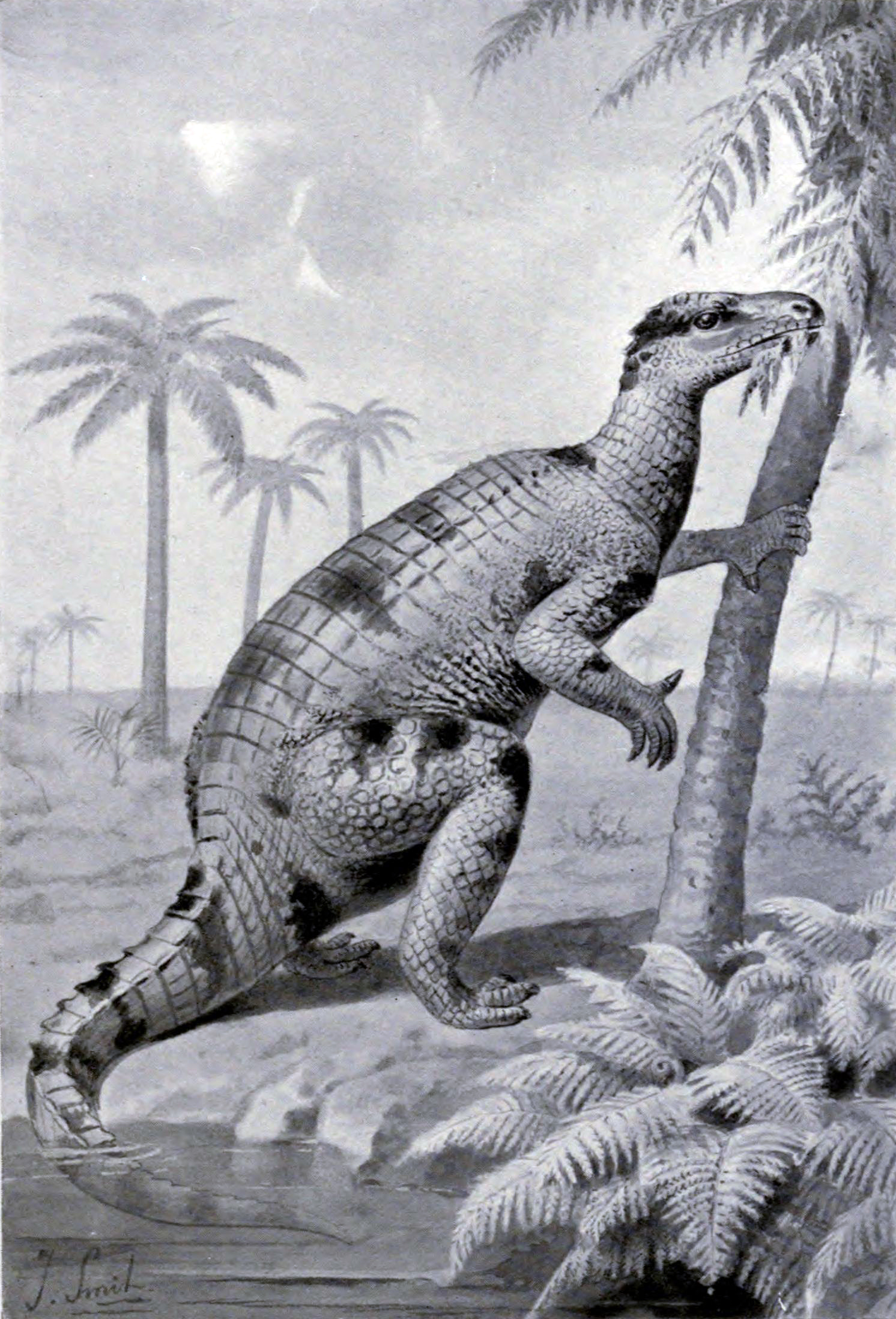
Un Iguanodon, dinosaure qu'on pouvait retrouver au Crétacé inférieur.

De nombreux dinosaures parcouraient la Terre du Crétacé inférieur comme les Iguanodons.